# Sierras de Ventania
Sierras de Ventania är en bergskedja i Argentina.   Den ligger i provinsen Buenos Aires, i den centrala delen av landet, 500 km sydväst om huvudstaden Buenos Aires.
Sierras de Ventania sträcker sig 17,9 km i sydostlig-nordvästlig riktning. Den högsta toppen är Cerro Tres Picos, 1 224 meter över havet.